# Еркер

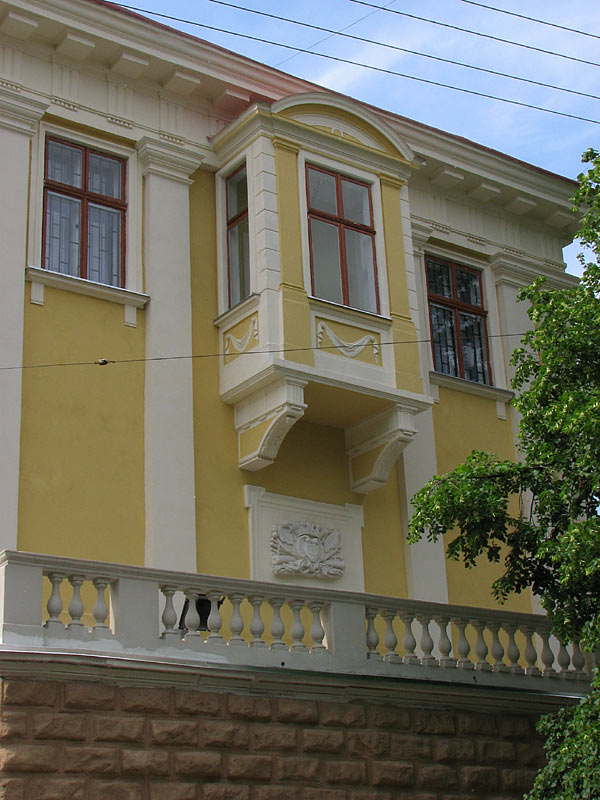
Еркер на фасаді. Арсенал Сенявських у Львові, Україна

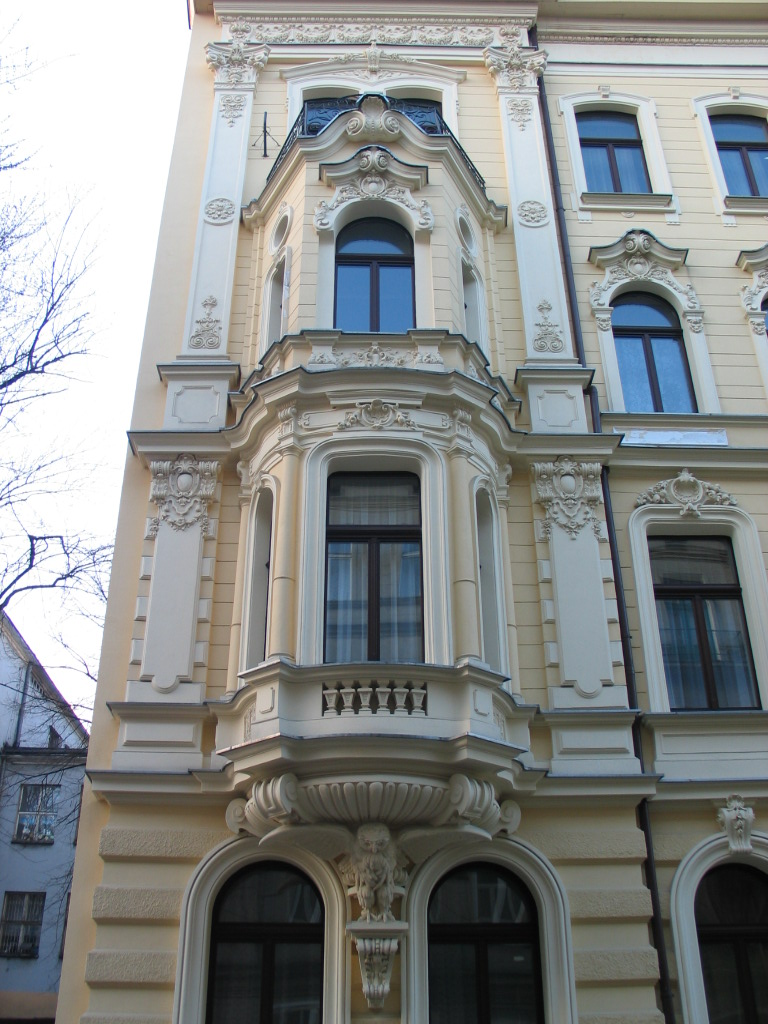
Еркер. Лодзь, Польща

Е́ркер (нім. Erker — «ліхтар») — частина споруди, що здіймається над першим поверхом і виступає за межі основного обсягу у вигляді напівкруглого, трикутного, чотирикутного або багатогранного у плані заскленого балкона. Часто складається з кількох поверхів, збільшуючи корисну площу приміщень, поліпшуючи їхнє освітлення та інсоляцію.
У 2019 році ДБН України визначили еркер як: засклена виступна з площини фасаду частина приміщення, яка дозволяє збільшити внутрішній простір житла, а також поліпшити його освітленість та інсоляцію. ' (ДБН В.2.2-15:2019 Житлові будинки. Основні положення.)

## Як використовувати еркер
- На кухні можна зонувати еркер подіумом й облаштувати там невелику зону відпочинку для тих, хто любить посидіти з чашкою кави і поніжитися на теплому сонечку. Або зайнятися кулінарними шедеврами, водночас поглядаючи на прекрасні пейзажі і насолоджуючись природним світлом. Можна почати вирощувати фрукти або зелень.
- У вітальні. Прекрасний вибір для тих, хто любить приймати гостей або хоче збільшити простір і здивувати близьких. Саме у вітальні еркер можна використовувати з максимальною користю для простору, надаючи дизайну кімнати найнезвичайніші і цікаві види. При цьому кімната буде наповнена природним світлом, що додатково економить електроенергію. Тут навіть можна буде закласти зимовий сад.
- В обідній. Обідня зона завжди вважалася місцем збору всієї сім'ї або друзів, й еркер у такому разі можна використовувати як основний «елемент» дружніх і сімейних посиденьок. Можна встановити там обідній стіл і збиратися за ним, а можна зробити невелику барну стійку.
- У дитячій. Дітям подобаються еркери і незвичайні рішення у своїй кімнаті, тут ніхто посперечатися не може. Варіантів як зробити еркер місцем постійного проведення часу у дітей маса: адже це може бути і спальне місце, й ігрова зона, і зона для навчання. Зупинити потік фантазії ніхто не зможе, а дитина буде задоволена тим, що тільки у неї є кімната з таким незвичайним рішенням.
- У спальні. Місце відпочинку тільки ваше. Можна обладнати окрему невелику зону для тих, хто любить залишитися на самоті і подумати над життям, ну або удвох. Можна зробити тут прекрасний сад або спроєктувати місце для хобі.
- З вуличного боку еркер теж можна прикрасити, зробивши досить незвичайною і помітною зовні саме вашу квартиру.[1]